# Kunnamkulam
Kunnamkulam är en ort i Indien.   Den ligger i distriktet Thrissur District och delstaten Kerala, i den södra delen av landet, 2 000 km söder om huvudstaden New Delhi. Kunnamkulam ligger 23 meter över havet och antalet invånare är 63 903.
Terrängen runt Kunnamkulam är platt. Runt Kunnamkulam är det mycket tätbefolkat, med 1 221 invånare per kvadratkilometer. Kunnamkulam är det största samhället i trakten. Trakten runt Kunnamkulam består till största delen av jordbruksmark.